# Christine Tremarco
Christine Tremarco, född 1977 i Liverpool, är en brittisk skådespelare vars karriär började 1992.  

## Filmografi
- The Leaving of Liverpool 1992
- Priest 1994
- Springhill 1996-1997
- Heartbeat (TV-serie) 1997
- Trial & Retribution 1998 as Cheryl Goodall
- Hold Back the Night 1999
- Clocking Off 2000-2001
- Swallow 2001
- Pretending to be Judith 2001
- Anita and Me 2002
- Gifted 2003
- Fat Friends 2005
- Uncle Adolf 2005
- Dalziel and Pascoe 2006
- New Street Law 2006
- Waterloo Road 2007-2009
- Five Days 2007
- New Tricks 2007
- Moving On 2009
- Ingenious 2009
- Casualty 2010, 2011-
- Silent Witness 2011
- 2025 – Adolescence (TV-serie)